# Плешивиця (Брезовиця)
Плешивиця (словен. Plešivica) — поселення в общині Брезовиця, Осреднєсловенський регіон, Словенія. Висота над рівнем моря: 373,8 м.